# Rosenmund-reductie
De Rosenmund-reductie, genoemd naar de Duitse chemicus Karl Wilhelm Rosenmund, is een chemische reactie die een zuurchloride omzet in een aldehyde, met palladium op bariumsulfaat als katalysator. Het is een hydrogenering met waterstofgas onder verhoogde druk. Bij de reactie komt waterstofchloridegas vrij.
Bariumsulfaat (of een andere zwavelhoudende verbinding) is nodig om de palladiumkatalysator te vergiftigen. Anders is deze te reactief en de reductie zou verdergaan tot het corresponderende alcohol. De reactie moet uitgevoerd worden in strikte afwezigheid van water, omdat anders het zuurchloride gehydrolyseerd wordt tot het corresponderende carbonzuur, waarmee nevenproducten kunnen gevormd worden.
Verbeterde versies van de Rosenmund-reductie beogen onder andere het vermijden van het corrosieve zoutzuurgas, door een zuuracceptor toe te voegen die het ontstane zoutzuur opvangt. Een zout van een zwak zuur (bijvoorbeeld natriumacetaat), of een organische base (zoals pyridine of tri-ethylamine) is hiervoor geschikt, op voorwaarde dat die geen water vormt wanneer ze zoutzuur neutraliseert.